# سوران جونز
سارا آن اِیکرز (به انگلیسی: Sarah Anne Akers؛ زادهٔ ۲۷ اوت ۱۹۷۸) که بیشتر با نام هنری سوران جونز (به انگلیسی: Suranne Jones) شناخته می‌شود، یک بازیگر و تهیه‌کنندهٔ بریتانیایی است.

## سریال‌شناسی
- خیابان کورونیشن (۲۰۰۰–۲۰۰۴)
- دکتر فاستر (۲۰۱۵–۲۰۱۷)
- جنتلمن جک (۲۰۱۹-اکنون)